# フランソワ＝グザヴィエ・オルトリ
フランソワ＝グザヴィエ・オルトリ（フランス語：François-Xavier Ortoli、1925年2月16日 − 2007年11月30日）は、フランスの政治家、実業家。シャルル・ド・ゴール、ジョルジュ・ポンピドゥー政権で第11代国民教育大臣、第6代経済・財務大臣を歴任した後、1973年から1977年にかけて欧州諸共同体委員長を務めた。
1925年2月16日にコルシカ島のアジャクシオに誕生する。
晩年はマルソー・インベストメントやトタルの取締役を務めていたが、2007年11月30日に82歳で死去した。